# Вулиця Квітки-Основ'яненка (Київ)
Ву́лиця Кві́тки-Основ'я́ненка  — вулиця в Голосіївському районі міста Києва, селище Мишоловка. Пролягає від проспекту Науки до Голосіївського лісу.
Прилучаються вулиці Військова, Парникова, Закарпатська, Весняна, Учбова та провулок Квітки-Основ'яненка.

## Історія
Вулиця виникла в 1-й половині XX століття під назвою Мишоловська. Сучасна назва на честь українського письменника Григорія Квітки-Основ'яненка — з 1952 року.